# Fersental

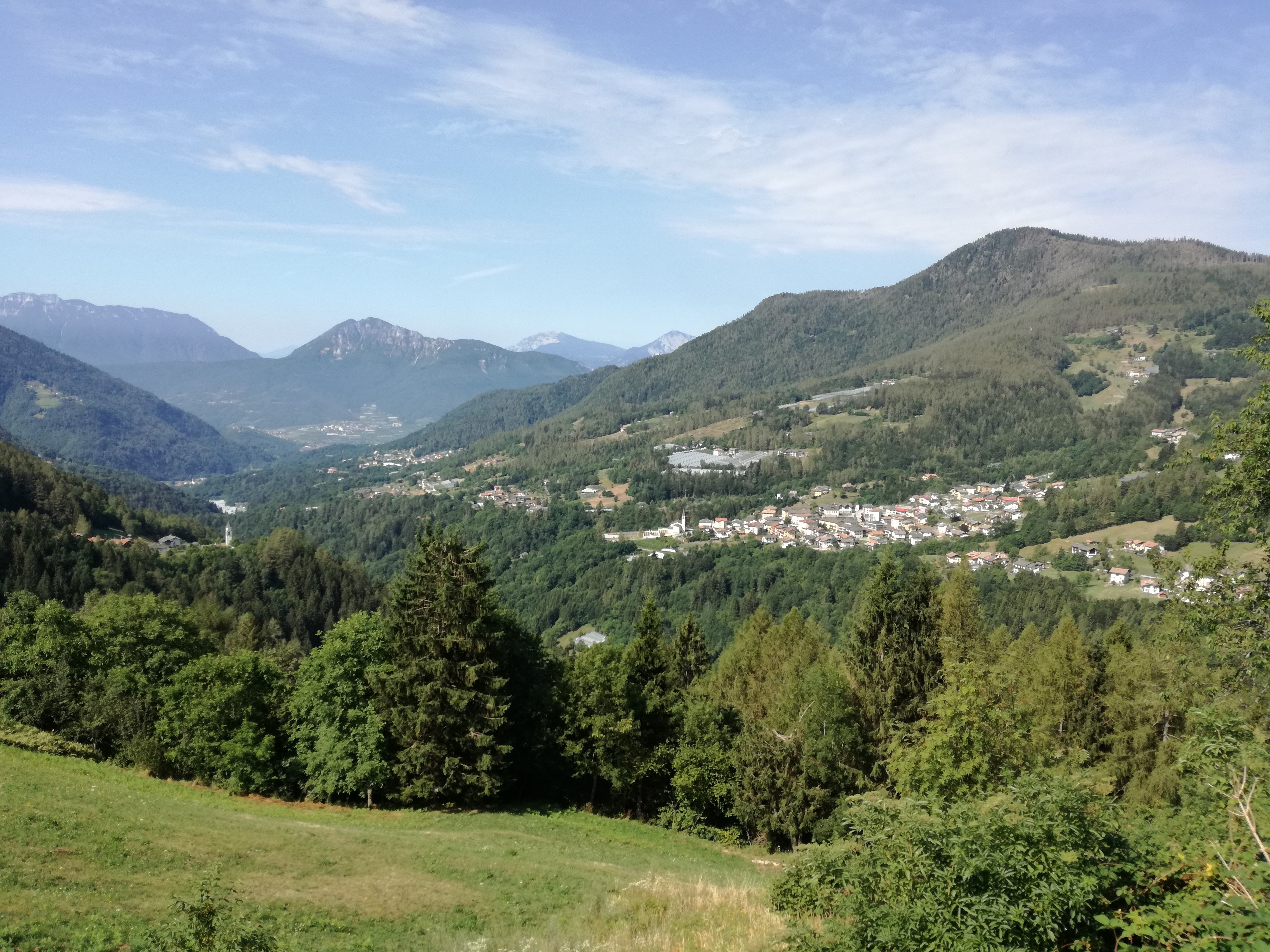
Unteres Fersental mit Sant’Orsola Terme

Das Fersental, fersentalerisch Bersntol (auch offiziell im Namen der Talgemeinschaft Comunità Alta Valsugana e Bersntol), italienisch Valle del Fersina oder Valle dei Mocheni, ist eine der deutschen Sprachinseln in Oberitalien.
Das Fersental liegt in der Region Trentino-Südtirol, Provinz Trient, ist ein nördlich an das obere Valsugana (deutsch Suganertal) angrenzendes Tal bei Pergine (deutsch Fersen) auf einer Höhe von 700 bis 1.000 m über NN.
Die Fersentaler Dörfer Eichleit (Roveda) und Gereut (Frassilongo) bilden eine Gemeinde, die Gemeinde Florutz (Fierozzo) besteht aus den Weilern St. Franz und St. Felix. Den Talschluss bildet Palai (Palù del Fersina). Der auf der rechten Talseite gelegene Hauptort Sant’Orsola Terme ist heute vorwiegend italienischsprachig.

## Geschichte
Siedlungsspuren und Spuren von Bergbau sind bereits für die Bronzezeit nachweisbar, es gibt aber keine Nachweise von kontinuierlicher und fester Besiedlung.
Das Fersental wurde im 13./14. Jahrhundert durch Zuwanderung aus verschiedenen Tälern Nord- und Südtirols besiedelt, eventuell in zwei Schritten: Zunächst wurden Bergwerkssiedlungen zum Abbau von Kupfer, Silber und Gold (früheres Silberbergwerk am Talende) angelegt, später siedelten sich Bauern an.
Da das Fersental nur ein geringes Auskommen ermöglichte, betrieben vor allem die Männer mindestens seit der ersten Hälfte des 17. Jahrhunderts bis ins 20. Jahrhundert Wanderhandel. Die Krämer („Krumern“) übten ihren Beruf im gesamten Gebiet der Habsburgermonarchie aus.
Seit 1865 bis zur Machtergreifung der Faschisten (1922) gab es im Fersental eine deutsche Schule.
Im Ersten Weltkrieg lag das Fersental auf der österreichisch-ungarischen Seite knapp hinter der Dolomitenfront, die unmittelbar südlich von Lusern verlief und mitten durch die Sieben Gemeinden führte.
Nach dem Ende des Ersten Weltkriegs kam das Fersental 1919 durch den Vertrag von Saint-Germain zusammen mit Welschtirol an Italien.
Während der Faschistenzeit (1922–1943) wurden alle fersentalerischen Traditionen und die Sprache nicht nur im öffentlichen, sondern sogar im privaten Bereich unterdrückt und verboten: Mussolini und Ettore Tolomei betrieben, wie in Südtirol, in allen Fersentaler Gemeinden eine rücksichtslose Politik der Italianisierung.
Auf Grund eines Abkommens zwischen Adolf Hitler und Benito Mussolini 1939 mussten die Fersentaler per Option entscheiden, ob sie als Deutsche ins Deutsche Reich umsiedeln oder als Italiener in der Heimat bleiben wollten. Eine intensive nationalsozialistische Propaganda erreichte, dass sich viele Talbewohner für die Umsiedlung entschieden. 1942 wurden insgesamt 556 Personen aus dem Fersental in tschechische Dörfer bei Budweis umgesiedelt, aus denen die Bewohner vertrieben worden waren: 330 aus Palai, 183 aus Florutz, 9 aus Gereut und 44 aus Sankt Ursula. Die verlassenen Grundstücke wurde von der Deutschen Abwicklungstreuhandgesellschaft (DAT) erworben. 1945 mussten die Umsiedler ihre neuen Behausungen verlassen und kehrten mehrheitlich in die alte Heimat zurück. Hier waren sie zunächst wie Fremde im eigenen Land, denn ihren Grund und Boden hatten sie verkaufen müssen. Erst per Gesetz 889 vom 3. August 1949 verfügte der italienische Staat die Rückübertragung der Grundstücke.
Die ärmlichen Verhältnisse im Fersental hatten jahrzehntelang eine verstärkte Abwanderung zur Folge. Viele Fersentaler arbeiteten als Gastarbeiter in der Schweiz und in Deutschland, die meisten jedoch in Industrieorten des Trentino oder anderswo in Italien. Das Pendeln vor allem der jungen Fersentaler in die trentinischen Industrieorte führte wie in vielen anderen Sprachinseln zu einem ständigen Rückgang der Fersentaler Mundart und zu einer langsamen Auszehrung. Auch gab es für die Kinder keinen Schulunterricht in der Muttersprache. Wer jedoch im deutschen Sprachraum arbeitete, brachte gute Deutschkenntnisse nach Hause mit. Dies galt auch für Fersentaler, die in Südtirol arbeiteten.
Heute ist das Fersentalerische im Fersental noch in Palai, Florutz und Eichleit im Alltag verbreitet, während es in Gereut nur mehr von einer Minderheit gesprochen wird.
In den letzten Jahren konnte der Rückgang des Fersentalerischen (wie auch des Zimbrischen) gestoppt werden, weil inzwischen sowohl die Provinz Trient als auch die Region Trentino-Südtirol teilweise mit Mitteln der EU nicht nur die Erhaltung der Sprache fördern, sondern auch Fremdenverkehrsprojekte und die Wirtschaft unterstützen, so dass sich für immer mehr junge Fersentaler auch in ihrer Heimat wirtschaftliche Perspektiven eröffnen.
Im Jahre 1987 wurde von der Provinz Trient das Kulturinstitut Bersntol-Lusérn gegründet. Der Hauptsitz befindet sich in Palai, eine Außenstelle dagegen in Lusern, jenem zimbrischen Dorf auf der Hochebene von Lavarone südlich des Val Sugana, das vom Fersental in Luftlinie zwar nur ca. 10–15 km entfernt ist, wobei aber die abenteuerliche Kaiserjägerstraße überwunden werden muss. Lusern hat das Zimbrische am besten bewahren können und kann in vieler Hinsicht als idealtypisch, aber auch als vorbildlich für alle Sprachinseln der Zimbern gelten. Die Fersentaler unterhalten zu Lusern sehr enge Kontakte (ausführliche Informationen im Hauptartikel Lusern). Mittlerweile gibt es auch eine überregionale Zusammenarbeit mit den anderen oberdeutschen Sprachinseln in Italien (Sieben Gemeinden, Sappada, Sauris, Dreizehn Gemeinden, Timau).

## Sprache

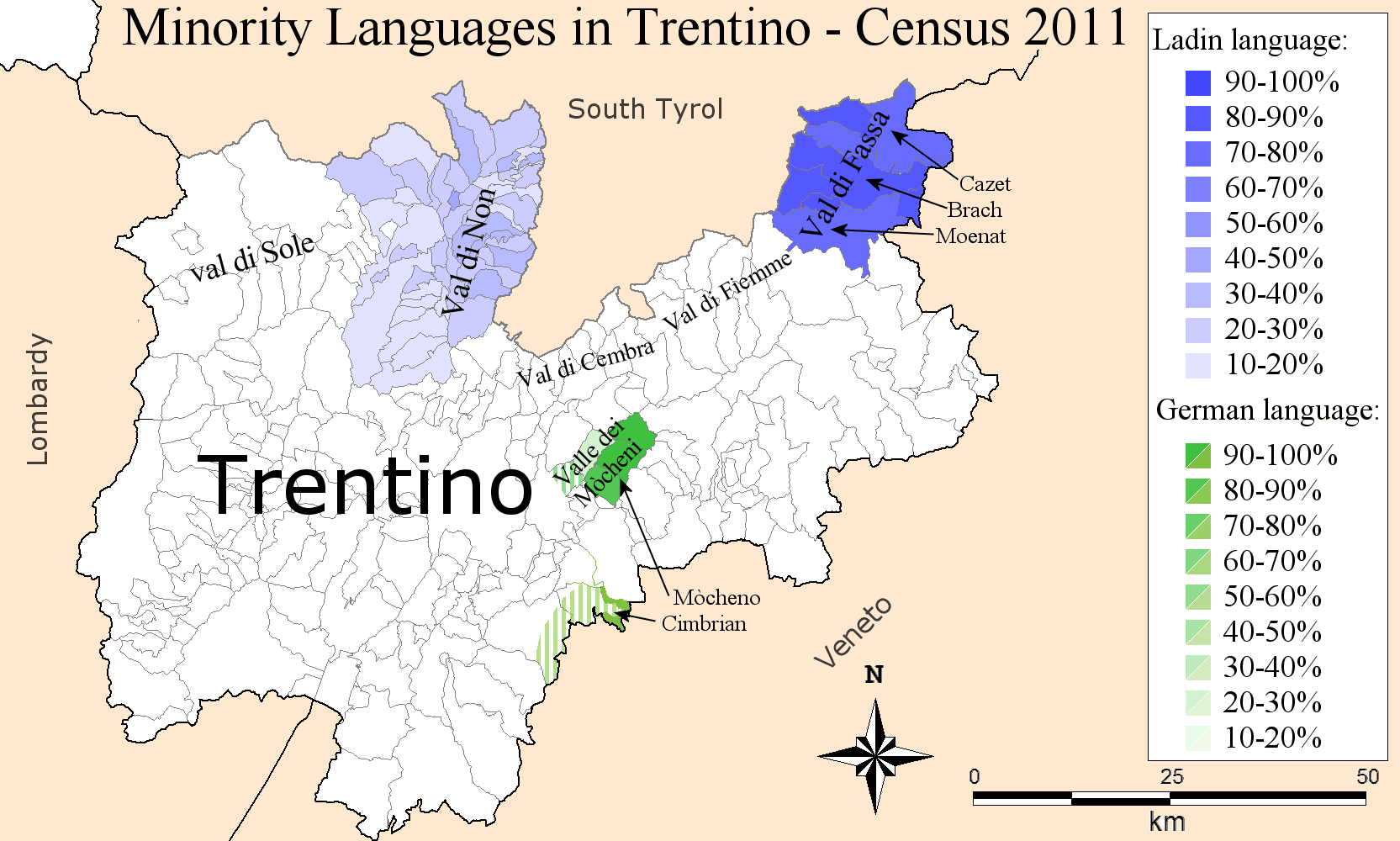
Minderheitensprachen im Trentino

Das Fersentaler Idiom wurde schon in der Frühen Neuzeit als bairisch erkannt. Die deutsche Mundart des Fersentales ist stark tirolerisch geprägt und unterscheidet sich in Lautstand und Wortschatz deutlich von den zimbrischen Sprachinseln. Daher wird die Ansicht vertreten, die Fersentaler seien nicht zu den Zimbern zu rechnen. Die Fersentaler selbst allerdings pflegen intensive Beziehungen zu den Orten der Zimbern. Da viele Fersentaler jahrhundertelang als Wanderhändler durch den Verkauf von Waren aller Art in Tirol und darüber hinaus tätig waren, bestand ein kontinuierlicher Kontakt zum geschlossenen deutschen Sprachraum. Das unterscheidet das Fersental von allen zimbrischen Sprachinseln.
Laut Volkszählung 2002, bei der erstmals Daten zur Muttersprache erfasst wurden, wird in folgenden Gemeinden mehrheitlich Fersentaler Deutsch gesprochen (Angaben beziehen sich auf „Zugehörigkeit zur Fersentaler Sprachgruppe“): Florutz/Fierozzo/Vlarotz (423 Personen, 95,92 %), Palai/Palù/Palae (184 Personen, 95,34 %), Gereut/Frassilongo/Garait (340 Personen, 95,24 % – umfasst auch den Ort Eichleit/Roveda). In anderen Gemeinden des Trentino gaben 1331 Personen an, zur Fersentaler Sprachgruppe zu gehören, insgesamt 2278 im Trentino. Nach anderen Angaben wird die Fersentaler Mundart von fast allen in Eichleit und Palai, der Mehrheit in Florutz, aber nur einer kleinen Minderheit im Dorf Gereut als tatsächliche Umgangssprache verwendet.
Seit einigen Jahren ist Fersentalerisch im Trentino neben dem Zimbrischen und dem Ladinischen als Minderheitensprache anerkannt.

## Mehrsprachigkeit in der Schule
Nach 1918 war Italienisch lange die einzige Unterrichtssprache der Schulen im Fersental. Mit der Anerkennung als Minderheitensprache gewinnt das Fersentalerische heute wieder an Bedeutung, wie ähnlich das Schriftdeutsche. In der Grundschule von Florutz wird seit einigen Jahren die Fersentaler Mundart als Pflichtfach von der ersten Klasse an angeboten. Darüber hinaus gibt es an dieser Schule – als bisher einziger im Trentino zunächst versuchsweise – zwei Unterrichtssprachen: Italienisch und Deutsch. Eine Untersuchung im Jahre 2009 ergab, dass Kinder mit Kenntnissen in der Mundart erhebliche Vorteile im deutschsprachigen Unterricht hatten, verglichen mit bisher einsprachig italienischen Mitschülern.

## Namen
Abgesehen von einigen wenigen romanischen Benennungen finden sich im Fersental überwiegend deutsche Namen. In Ermanglung einer genormten Schriftsprache werden lautsprachlich gleiche Bezeichnung oft verschieden geschrieben, zum Beispiel Hos, Oss, Haas für ‚Hase‘. Viele der häufiger vorkommenden Familiennamen – beispielsweise Eccher, Hueller, Laner, Marchl, Moar, Moltrer, Hoss, Korn, Pallaver, Pompermaier, Toller – sind auf die Erstbesiedler zurückzuführen.
Die Höfe sind meist nach der natürlichen Umgebung benannt (zum Beispiel Habichthof, Hoslerhof, Puechhof) oder nach dem Namen der Familie, die den Hof gegründet hat (zum Beispiel Turrerhof, Prighelhof).
Der Ortsname Palai ist eine frühe Verdeutschung von italienisch palude (‚Sumpf‘). Von den Italienern werden die Fersentaler Mocheni genannt, weil sie häufig das Verb mochen (‚machen‘) verwenden. Diese Benennung ist teilweise in die allgemeine und wissenschaftliche Terminologie übernommen worden.

## Tradition
Der Erzabbau hat Kultur und Tradition in Vorstellungswelt, Erzählungen, Legenden und Sagen stark beeinflusst.
Alljährlich wird zur Fastnacht ein archaisches Zeremoniell veranstaltet.
In neuester Zeit wurde eine alte Kupfermine restauriert und der Öffentlichkeit zugänglich gemacht, die Grua vo Hardömbl in Palai. Im Inneren der Mine sind ein Teil der tragenden Strukturen, der Stollen und Holztreppen zu sehen, die aus dem 16. Jahrhundert stammen.
Die typische Bauform für das Fersental ist der Blockbau, der aus einzelnen Stämmen mit einem Durchmesser von etwa 25–40 cm besteht, die quadratisch zugeschnitten sind, übereinander geschichtet werden und sich durch Kerben gegenseitig blockieren und so miteinander verankern. Die Ecken sind im unteren Bereich meist vermauert.

Das Hofgebäude besteht aus zwei Stockwerken: Im Erdgeschoss liegen der Stall (Stòll), der gemauerte Wohnbereich und Arbeitsbereiche. Im oberen Stock befindet sich der aus Holz gebaute Heuschober und darüber das mit Schindeln gedeckte Dach.
Ein eindrucksvoller Hof im traditionellen Baustil ist der Filzerhof in Florutz (ital. Fierozzo), dessen Restaurierung in erster Linie dem Kulturinstitut Bersntol-Lusérn zu verdanken ist. Auch heute noch sind verschiedene typische Höfe erhalten geblieben.

## Das Fersental in der Kunst
- Robert Musils Erzählung Grigia (in: Drei Frauen, 1924) spielt im Fersental.